# Bartłomiej Piotrowski (urzędnik państwowy)
Bartłomiej Zygmunt Piotrowski (ur. 2 lipca 1950) – polski działacz społeczny, urzędnik państwowy i socjolog, w latach 1991–1992 podsekretarz stanu w Ministerstwie Pracy i Polityki Socjalnej, w 1993 szef Krajowego Urzędu Pracy

## Życiorys
W młodości działał w duszpasterstwie dominikanów. Z wykształcenia socjolog, specjalizował się w kwestiach polityki społecznej i zatrudnienia. Autor publikacji i raportów z zakresu zatrudnienia oraz sytuacji niepełnosprawnych w Polsce, współpracował też z opozycją podczas obrad Okrągłego Stołu.
Od 20 sierpnia 1991 do 15 lipca 1992 pełnił funkcję podsekretarza stanu w Ministerstwie Pracy i Polityki Socjalnej, doradzał też kilku szefom tego resortu. Od stycznia do listopada 1993 był kierownikiem Krajowego Urzędu Pracy, później do kwietnia 1994 zastępcą kierownika tej instytucji. Został członkiem zarządu Fundacji Inicjatyw Społeczno-Ekonomicznych, podjął współpracę z Centrum Analiz Społeczno-Ekonomicznych. Został także doradcą pełnomocnika rządu ds. osób niepełnosprawnych i ekspertem Państwowego Funduszu Rehabilitacji Osób Niepełnosprawnych.
W 2014 otrzymał Krzyż Kawalerski Orderu Odrodzenia Polski.